# Candi Staton
Canzetta Maria "Candi" Staton (13 de marzo de 1940) es una cantautora estadounidense de góspel, soul y música disco.

## Carrera
Staton obtuvo reconocimiento en Norteamérica por su versión de 1970 de la canción de Tammy Wynette "Stand By Your Man" y por su sencillo de 1976 "Young Hearts Run Free". Obtuvo éxito en Europa con el sencillo de 1986 "You Got the Love", en colaboración con el dúo The Source. Staton fue incluida en el Salón de la Fama de la Música Cristiana y obtuvo cuatro nominaciones a los Premios Grammy.

## Plano personal
Staton estuvo casada seis veces y tuvo cinco hijos. El 30 de octubre de 2018, la cantante anunció que había sido diagnosticada con cáncer de mama.

## Discografía

### Álbumes de estudio
- I'm Just a Prisoner (1970)
- Stand By Your Man (1971)
- Candi Staton (1972)
- Candi (1974)
- Young Hearts Run Free (1976) Reino Unido #34
- Music Speaks Louder Than Words (1977)
- House of Love (1978)
- Chance (1979)
- Candi Staton (1980)
- Nightlites (1982)
- Make Me an Instrument (1983)
- The Anointing (1985)
- Sing a Song (1986)
- Love Lifted Me (1988)
- Stand Up and Be a Witness (1990)
- Standing on the Promises (1991)
- I Give You Praise (1993)
- It's Time (1995)
- Cover Me (1997)
- Outside In (1999)
- Here's a Blessing (2000)
- Christmas in My Heart (2000)
- Glorify (2001)
- Proverbs 31 Woman (2002)
- His Hands (2006)
- I Will Sing My Praise to You (2008)
- Who's Hurting Now? (2009)
- Life Happens (2014)
- It's Time to Be Free (2016)
- Unstoppable (2018)